# Neues allgemeines Deutsches Adels-Lexicon

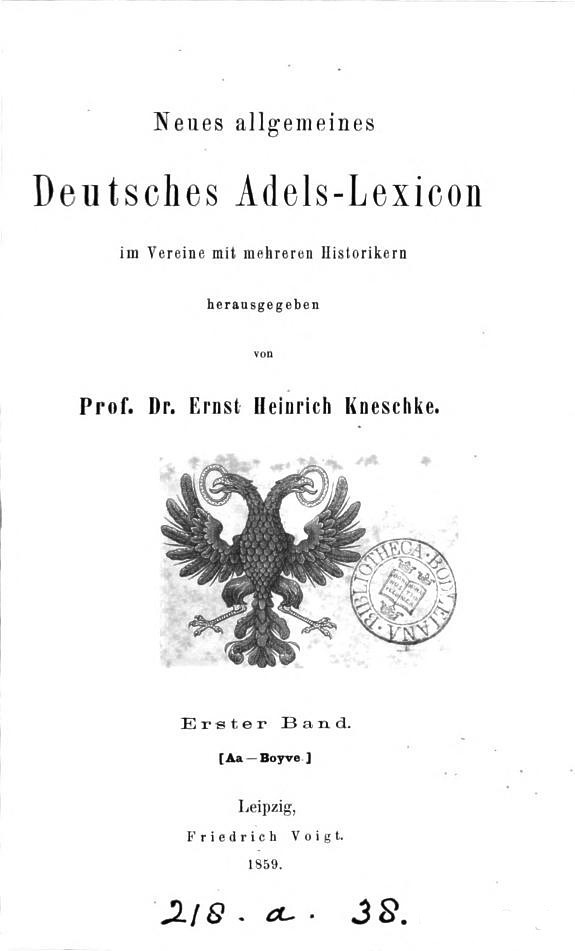
Titelseite

Neues allgemeines Deutsches Adels-Lexicon  ist der Titel eines historischen Nachschlagewerkes von Ernst Heinrich Kneschke über den deutschen Adel. Herausgegeben wurde das Werk in neun Bänden von 1859 bis 1870 bei Friedrich Voigt in Leipzig. Der erste Subskribent war König Johann von Sachsen.
Zweck der Veröffentlichung war laut Vorwort des ersten Bandes die „Sichtung, Ergänzung und Zusammenstellung“ des Materials über die Familien des Adels, 
„namentlich zum schnellen und leichten Gebrauche und zwar zunächst im Interesse des Adels und der Geschichte desselben, so wie der Geschichte überhaupt, der so wichtigen Statistik, der Genealogie und Heraldik etc.“
Aufgeführt sind die Familien nach Alphabet des Familiennamens. Genannt werden zumeist Adelsstand, die Herkunft der Familie, Stammsitz, manchmal Familien-Wappen, Grundzüge der Familiengeschichte und prominente Angehörige. Für den heutigen Gebrauch wertvoll sind die bibliographischen Angaben mit weiterführenden Werken zu fast allen Familien. 
Nach Karl Roth von Schreckenstein gab es seitens des Heroldsmeister Hans von Borwitz und Hartenstein im Preußischen Heroldsamt um 1885 langjährige vormalige Bestrebungen ein Neues Deutsches-Adels-Lexikon zu publizieren; auch um die teils fehlerhaften Angaben, u. a. im NaDAL, korrigieren und ergänzen zu können.
Das Neue allgemeine Deutsche Adels-Lexicon wurde bis 1942 durch die Gothaischen Genealogischen Taschenbücher im Druck bei Justus Perthes in Gotha und von 1951 bis 2015 durch die Genealogischen Handbücher des Adels, in Herausgeberschaft des Deutschen Adelsarchivs, fortgeführt. Nachfolgend erscheinen nun dort seit 2015 die Gothaischen Genealogischen Handbücher. 

## Die einzelnen Bände
- Ernst Heinrich Kneschke (Hrsg.): Neues allgemeines Deutsches Adels-Lexicon. Neun Bände. Voigt, Leipzig 1859–1870.
  - Band 1: Aa – Boyve. Leipzig 1859 (Volltext in der ULB Düsseldorf).
  - Band 2: Bozepolski – Ebergassing. Leipzig 1860 (Volltext in der Google-Buchsuche).
  - Band 3: Eberhard – Graffen.  Leipzig 1861 (Volltext in der Google-Buchsuche).
  - Band 4: Graffen – Kalau v. Kalheim. Leipzig 1863 (Volltext in der Google-Buchsuche).
  - Band 5: Kalb – Loewenthal. Leipzig 1864 (Volltext in der Google-Buchsuche).
  - Band 6: Loewenthal – Osorowski. Leipzig 1865 (Volltext in der Google-Buchsuche).
  - Band 7: Ossa – Ryssel. Leipzig 1867 (Volltext in der Google-Buchsuche).
  - Band 8: Saackhen, Wailckhl v. Saackhen – Steinhauer zu Bulgarn. Leipzig 1868 (Volltext in der Google-Buchsuche).
  - Band 9: Steinhaus – Zwierlein. Leipzig 1870 (Volltext in der Google-Buchsuche).

## Nachdrucke
- 1929/30, Verlag Degener & Co., Leipzig – unveränderter Nachdruck
- 1973, Verlag Olms, Hildesheim, New York
- 1995/96, Verlag für Kunstreproduktionen Schmidt, Neustadt an der Aisch